# پینتزولو
پینتزولو (به ایتالیایی: Pinzolo) یک کومونه در ایتالیا است که در ترنتینو واقع شده‌است. پینتزولو ۶۹٫۳ کیلومتر مربع مساحت و ۳٬۱۱۸ نفر جمعیت دارد و ۸۰۰ متر بالاتر از سطح دریا واقع شده‌است.

## خواهرخوانده
شهر جاتزولدو دلی ایپولیتی خواهرخواندهٔ پینتزولو هست.